# Gadsby
Gadsby is een plaats (village) in de Canadese provincie Alberta en telt 35 inwoners (2006).